# Вітольд Згленицький
Вітольд Леон Юліан Згленіцький, Леонід Костянтинович Згленіцький (пол. Witold Leon Julian Zglenicki; 6 січня 1850, Варґава Стара, нині Ґміна Вітоня Лодзинського воєводства — 3 липня 1904, Баку) — польський геолог, основоположник видобутку нафти з-під дна Каспію, філантроп.

## Життєпис
Народився у Польщі, в селі Варґава Стара, на Ленчицької Землі (зараз Лодзинське воєводство). В 1870 році закінчив фізико-математичний факультет Варшавського університету, в 1875 році з відзнакою закінчив Гірничий інститут в місті Санкт-Петербург. Працював у Польщі, а потім у Ризі.
В 1893 році приїхав в Баку, де пропрацював до кінця свого життя. За ініціативою Згленіцького було розпочато будівництво водопроводів у Баку. Першим у світовій практиці Вітольд Згленіцкій дослідив і встановив наявність багатих покладів нафти на дні моря. Всі сьогоднішні бурові платформи в морі беруть свій початок від винаходів інженера Згленицького.  Перший проєкт розробки морського родовища Чорні камені висунув ще в 1896 р.
Встановив поклади залізної руди, піриту, молібдену, кобальту, бариту, вугілля, марганцю, міді, кам'яної солі, золота, срібла, миш'яку.
Помер від цукрового діабету. Був похований в селі Воля-Келпіньска (нині Ґміна Сероцьк Мазовецького воєводства). Значну частину своїх грошей заповів Фонду імені Мяновського. Фонд надавав підтримку науковій діяльності і таким енциклопедичним видавничим проектам, як Географічний словник Королівства Польського.